# Сабалета, Мариано
Мариано Сабалета (исп. Mariano Zabaleta; родился 28 февраля 1978 года в Тандиле, Аргентина) — аргентинский теннисист.
- Победитель 3 турниров ATP в одиночном разряде.
- Победитель 1 юниорского турнира Большого шлема в одиночном разряде (Roland Garros-1995).
- Победитель одиночного турнира Orange Bowl-1995.
- Победитель парного турнира Orange Bowl-1995.

## Общая информация
Мариано — сын известного в Аргентине игрока в регби.
Аргентинец увлекается футболом и рыбалкой. Кумиром в спорте был Диего Марадона, а в теннисе — Матс Виландер.

## Спортивная карьера
В своей юниорской карьере Сабалета смог в 1995 году выиграть Открытый чемпионат Франции среди юношей. Также в этом году ему удалось выиграть в одиночном и парном разряде на известном юниорском турнире Orange Bowl. По итогу того сезона Сабалета возглавил юниорский рейтинг. В июле 1995 года, пройдя квалификационный отбор на турнире в Праге, дебютировал на основных соревнованиях ATP-тура и сумел дойти до четвертьфинала. В апреле 1996 года выиграл турнир серии «челленджер» в Бирмингеме. В марте 1997 года впервые в рейтинге ATP входит в число Топ-100. В том же году дебютирует в основных соревнованиях турнира серии Большого шлема Открытом чемпионате Франции, где выбывает в первом раунде. В 1998 году во Франции ему удается выступить лучше, дойдя до третьего раунда, а в матче первого раунда переиграв № 2 мирового рейтинга Петра Корду 6-0, 6-2, 3-6, 4-6, 6-3. В августе Сабалета вышел в полуфинал турнира в Амстердаме и четвертьфинал в Сан-Марино. В октябре еще в один четвертьфинал попал на турнире в Палермо. В ноябре 1998 года на турнире в Богота Мариано выиграл первый титул ATP, переиграв в финале Рамона Дельгадо 6-4, 6-4.
Сезон 1999 года начал с четвертьфинала на турнирах в Дохе и Окленде. В апреле выходит в полуфинал турнира в Мюнхене. В мае Сабалета сумел дойти до единственного в своей карьере финала турнира серии Мастерс. Произошло это в Гамбурге, где на пути к решающему матчу он переиграл Богдана Улиграха, № 13 Альберта Косту, Франсиско Клавета, № 7 Тима Хенмена и Николаса Лапентти. В финале он уступил чилийцу Марсело Риосу 7-6(5), 5-7, 7-5, 6-7(5), 2-6. При этом Сабалета не реализовал матчбол в 4-м сете. С тем же Риосом через две недели аргентинец встретился в финале турнира в Санкт-Пёльтене, но не смог доиграть встречу при счете 4-4 в первом сете. На этом турнире ему удалось победить в полуфинале первую ракетку мира на тот момент Евгения Кафельникова 7-5, 6-3. Еще раз в финал вышел в августе на турнире в Амстердаме, где уступил марокканцу Юнесу эль-Айнауи 0-6, 3-6. В октябре на Мастерсе в Штутгарте вышел в четвертьфинал и вновь обыграл Евгения Кафельникова 6-3, 6-3 в матче второго раунда.
В 2000 году вышел в третий раунд Открытого чемпионата Австралии, где уступил № 1 Андре Агасси. В феврале дошёл до четвертьфинала турнира в Лондоне. На Мастерсе в Индиан-Уэллсе смог выиграть № 7 Марсело Риоса 7-6(4), 6-3 и выйти во третий раунд. Весной в рейтинге поднялся на самое высокое в карьере 21-е место. В мае на Мастерсе в Гамбурге выходит в четвертьфинал. В июле той же стадии достиг в Кицбюэле. В сентябре Сабалета сыграл на Олимпийских играх в Сиднее, где вышел в третий раунд. В феврале 2001 года выходит в полуфинал в Винья-дель-Маре, а в апреле в четвертьфинал в Касабланке. В августе он достигает лучшего результата на турнирах серии Большого шлема, выйдя в четвертьфинал Открытого чемпионата США. В сентябре вышел в четвертьфинал в Палермо.
В четвертьфиналы Сабалета выходит в феврале 2002 года на турнирах в Буэнос-Айресе и Акапулько. В апреле вышел в полуфинал на Мальорке. На Открытом чемпионате Франции он смог обыграть Евгения Кафельникова в матче второго раунда 7-6(4), 2-6, 6-4, 7-6(4) и выйти по итогу в четвёртый раунд. В июле в Кицбюэле дошёл до полуфинала. В январе 2003 года аргентинец вышел в четвертьфинал в Аделаиде и полуфинал в Окленде. В феврале ему удалось дойти до финала в Акапулько, где он уступил Агустину Кальери 5-7, 6-3, 3-6. В марте вышел в полуфинал на хардовом турнире в Скоттсдейле. На Открытом чемпионате Франции как и год назад дошёл до четвёртого раунда. В июле Сабалета выиграл второй в карьере титул на турнире в Бостаде. В полуфинале того турнира он обыграл № 4 в мире Карлоса Мойю 2-6, 6-3, 6-4, а в финале Николаса Лапентти 6-3, 6-4. На турнире в Кицбюэле, выиграв у № 2 в мире Хуана Карлоса Ферреро 6-1, 6-4, вышел в полуфинал. В августе на Мастерсе в Цинциннати добрался до четвертьфинала.
В феврале 2004 года Сабалета вышел в четвертьфинал в Винья-дель-Маре и Буэнос-Айресе. В мае ему удалось выйти в полуфинал Мастерса в Риме. В июле, обыграв в финале Гастона Гаудио 6-1, 4-6, 7-6(4), защитил свой титул на турнире в Бостаде. На турнире в Кицбюэле вышел в четвертьфинал. Принял участие в Летних Олимпийских играх в Афинах, где в одиночном турнире выбыл в первом раунде. В феврале 2005 года вышел в четвертьфинал в Винья-дель-Маре и Коста-де-Суипе, а в июле того же года в Бостаде и Штутгарте. На турнире в Кицбюэле выходит в полуфинал. В январе 2007 год, находясь в рейтинге в третьей сотне выиграл «челленджер» в Ла-Серене. В апреле, пробившись через квалификационный отбор, сыграл в финале турнира в Хьюстоне. В полуфинале того турнира он обыграл № 9 в мире Джеймса Блейка 7-5, 7-6(7), а в финале уступил хорвату Иво Карловичу 4-6, 1-6. В том же месяце выиграл «челленджер» в Пейджете. В ноябре 2009 года окончательно завершает карьеру.

## Рейтинг на конец года
| Год  | Одиночный рейтинг | Парный рейтинг |
| 2009 | 292               |                |
| 2008 | 1 141             |                |
| 2007 | 104               | 744            |
| 2006 | 243               | 1 115          |
| 2005 | 83                | 920            |
| 2004 | 54                | 476            |
| 2003 | 27                | 223            |
| 2002 | 53                | 295            |
| 2001 | 59                |                |
| 2000 | 61                | 1 232          |
| 1999 | 28                | 1 357          |
| 1998 | 63                | 931            |
| 1997 | 257               | 1 313          |
| 1996 | 103               | 482            |
| 1995 | 381               | 796            |
| 1994 | 594               | 740            |
| 1993 | 1 178             |                |

## Выступления на турнирах

### Финалы турнировATPв одиночном разряде (8)

#### Победы (3)
| Титулы                     |
| -------------------------- |
| Турниры Большого Шлема (0) |
| Кубок Мастерс (0)          |
| ATP Masters (0)            |
| ATP International Gold (0) |
| ATP International (3)      |

| Титулы по покрытиям | Титулы по месту проведения матчей турнира |
| ------------------- | ----------------------------------------- |
| Хард (0)            | Зал (0)                                   |
| Грунт (3)           | Зал (0)                                   |
| Трава (0)           | Открытый воздух (3)                       |
| Ковёр (0)           | Открытый воздух (3)                       |

| №  | Дата          | Турнир             | Покрытие | Соперник в финале | Счет           |
| 1. | 8 ноября 1998 | Богота, Колумбия   | Грунт    | Рамон Дельгадо    | 6-4 6-4        |
| 2. | 13 июля 2003  | Бостад, Швеция     | Грунт    | Николас Лапентти  | 6-3 6-4        |
| 3. | 11 июля 2004  | Бостад, Швеция (2) | Грунт    | Гастон Гаудио     | 6-1 4-6 7-6(4) |

#### Поражения (5)
| №  | Дата           | Турнир                 | Покрытие | Соперник в финале | Счет                      |
| 1. | 9 мая 1999     | Гамбург, Германия      | Грунт    | Марсело Риос      | 7-6(5) 5-7 7-5 6-7(5) 2-6 |
| 2. | 22 мая 1999    | Санкт-Пёльтен, Австрия | Грунт    | Марсело Риос      | 4-4 — отказ               |
| 3. | 8 августа 1999 | Амстердам, Нидерланды  | Грунт    | Юнес эль-Айнауи   | 0-6 3-6                   |
| 4. | 2 марта 2003   | Акапулько, Мексика     | Грунт    | Агустин Кальери   | 5-7 6-3 3-6               |
| 5. | 15 апреля 2007 | Хьюстон, США           | Грунт    | Иво Карлович      | 4-6 1-6                   |

### Финалычелленджерови фьючерсов в одиночном разряде (8)

#### Победы (3)
| Титулы          |
| Челленджеры (3) |
| Фьючерсы (0)    |

| Титулы по покрытиям | Титулы по месту проведения матчей турнира |
| ------------------- | ----------------------------------------- |
| Хард (0)            | Зал (0)                                   |
| Грунт (3)           | Зал (0)                                   |
| Трава (0)           | Открытый воздух (3)                       |
| Ковёр (0)           | Открытый воздух (3)                       |

| №  | Дата           | Турнир                      | Покрытие | Соперник в финале   | Счёт        |
| 1. | 28 апреля 1996 | Бирмингем, США              | Грунт    | Билл Беренц         | 6-4 6-4     |
| 2. | 21 января 2007 | Ла-Серена, Чили             | Грунт    | Хуан Пабло Бжежицки | 6-2 6-4     |
| 3. | 22 апреля 2007 | Пейджет, Бермудские острова | Грунт    | Фрэнк Данцевич      | 7-5 5-7 6-3 |

#### Поражение (5)
| №  | Дата            | Турнир                  | Покрытие | Соперник в финале | Счёт        |
| 1. | 4 сентября 1994 | Парана, Аргентина       | Грунт    | Франко Скиллари   | 4-6 1-6     |
| 2. | 19 октября 1997 | Гуаякиль, Эквадор       | Грунт    | Томас Нюдаль      | 0-6 3-6     |
| 3. | 19 ноября 2006  | Гуаякиль, Эквадор       | Грунт    | Серхио Ройтман    | 3-6 6-4 1-6 |
| 4. | 11 февраля 2007 | Флорианополис, Бразилия | Грунт    | Оскар Эрнандес    | 5-7 6-7(6)  |
| 5. | 15 марта 2009   | Сантьяго, Чили          | Грунт    | Максимо Гонсалес  | 4-6 3-6     |

### Финалычелленджерови фьючерсов в парном разряде (1)

#### Поражения (1)
| №  | Дата            | Турнир            | Покрытие | Партнёр        | Соперницы в финале               | Счёт    |
| 1. | 28 августа 1994 | Парана, Аргентина | Грунт    | Мариано Пуэрта | Себастьян Прието Франко Скиллари | 5-7 2-6 |